# Ronnie Hawkins (album)
| Recensione | Giudizio |
| ---------- | -------- |
| AllMusic   |          |

Ronnie Hawkins è il primo album del cantante rock canadese Ronnie Hawkins, pubblicato dalla casa discografica Roulette Records nell'agosto del 1959.

## Tracce

### LP
Lato A
Testi e musiche di Ronnie Hawkins e Jacqueline Magill, eccetto dove indicato.
1. Fourty Days – 2:14 (Chuck Berry) – Registrato il 13 aprile 1959 al "Bell Sound Studios", New York
2. Odessa – 2:13 – Registrato il 29 aprile 1959 al "Bell Sound Studios", New York
3. Wild Little Willy – 2:16 – Registrato il 29 aprile 1959 al "Bell Sound Studios", New York
4. Ruby Baby – 2:16 – Registrato il 13 aprile 1959 al "Bell Sound Studios", New York
5. Horace – 2:31 – Registrato il 15 aprile 1959 al "Bell Sound Studios", New York
6. Mary Lou – 2:08 – Registrato il 29 aprile 1959 al "Bell Sound Studios", New York

Lato B
Testi e musiche di Ronnie Hawkins e Jacqueline Magill.
1. Need Your Lovin' (Oh So Bad) – 2:20 – Registrato il 29 aprile 1959 al "Bell Sound Studios", New York
2. Dizzy Miss Lizzy – 1:54 – Registrato il 29 aprile 1959 al "Bell Sound Studios", New York
3. One of These Days – 2:32 – Registrato il 15 aprile 1959 al "Bell Sound Studios", New York
4. Oh Sugar – 2:13 – Registrato il 29 aprile 1959 al "Bell Sound Studios", New York
5. What'cha Gonna Do (When the Creek Runs Dry) – 2:08 – Registrato il 29 aprile 1959 al "Bell Sound Studios", New York
6. My Gal Is Red Hot – 1:48 – Registrato il 29 aprile 1959 al "Bell Sound Studios", New York

## Musicisti
Ronnie Hawkins and The Hawks
- Ronnie Hawkins – voce
- Jimmy Ray Paulman – chitarra solista
- Willard Jones – pianoforte
- Levon Helm – batteria

Musicisti aggiunti
- Sam Taylor – sassofono tenore (brani: Odessa / Wild Little Willy / Mary Lou / Dizzy Miss Lizzy / What'cha Gonna Do)
- Sconosciuti – cori[3]

Note aggiuntive
- Joe Reisman – produttore

## Classifica
Singoli
| Anno | Titolo del brano | Classifica            | Posizione raggiunta |
| ---- | ---------------- | --------------------- | ------------------- |
| 1959 | Mary Lou         | Billboard Hot 100     | 26                  |
| 1959 | Forty Days       | Billboard Hot 100     | 45                  |
| 1959 | Mary Lou         | Hot R&B/Hip-Hop Songs | 7                   |